# Distrikt Chuquibamba (Chachapoyas)
Der Distrikt Chuquibamba liegt in der Provinz Chachapoyas in der Region Amazonas in Nord-Peru. Der Distrikt entstand in den Gründungsjahren der Republik Peru. Er besitzt eine Fläche von 184 km². Beim Zensus 2017 wurden 1979 Einwohner gezählt. Im Jahr 1993 lag die Einwohnerzahl bei 2238, im Jahr 2007 bei 2074. Sitz der Distriktverwaltung ist die 2776 m hoch gelegene Ortschaft Chuquibamba mit 571 Einwohnern (Stand 2017). Chuquibamba befindet sich knapp 80 km südlich der Provinz- und Regionshauptstadt Chachapoyas. Bei Cochabamba befindet sich ein archäologischer Fundplatz.

## Geographische Lage
Der Distrikt Chuquibamba liegt im äußersten Südwesten der Provinz Chachapoyas. Der Distrikt befindet sich an der Westflanke der peruanischen Zentralkordillere am Ostufer des nach Norden strömenden Río Marañón. Der Río Pusac sowie dessen rechter Quellfluss Río Chacahuayco entwässern das Areal nach Westen. Die nordöstliche Distriktgrenze verläuft entlang einem Gebirgskamm, der die Wasserscheide zu dem weiter nordöstlich gelegenen Quellgebiet des Río Utcubamba bildet. Der Gebirgskamm erreicht Höhen von über 4000 m.
Der Distrikt Chuquibamba grenzt im Süden an die Distrikte Uchumarca und Longotea (beide in der Provinz Bolívar), im Westen an die Distrikte Oxamarca, Jorge Chávez und Utco (alle drei in der Provinz Celendín), im Norden an den Distrikt Balsas sowie im Nordosten an den Distrikt Leimebamba.

## Ortschaften
Neben dem Hauptort gibt es folgende größere Ortschaften im Distrikt:
- Chumbol (236 Einwohner)
- Cochabamba